# ティモシー・スパール
ティモシー・B・スパール (Timothy B. Spahr、1970年 - ) は、アメリカ合衆国の天文学者。ハーバード・スミソニアン天体物理学センターに勤務していた。
スパールは2021年現在59個という多数の小惑星を発見したことで知られている。スパールは木星の衛星カリロエと土星の衛星アルビオリックスを再発見したことでも高い評価を受けている。
また、彗星の発見者としても知られ、周期彗星2つ(171P/スパール彗星)、P/1998 U4 (Spahr))を含む3個の彗星を発見している。
小惑星(2975)スパールは彼にちなみ命名された。